# Mordechaj Iš-Šalom
Mordechaj Iš-Šalom (hebrejsky: מרדכי איש-שלום, rodným jménem מרדכי פרידמן, Mordechaj Friedman) byl izraelský politik a bývalý starosta Jeruzaléma.

## Biografie a politická dráha
Narodil se roku 1902 v Litvě (tehdy Ruské impérium). V roce 1923 přesídlil do mandátní Palestiny. Zde se začal roku 1935 angažovat v odborovém hnutí kameníků. Zastával pak posty v odborové centrále Histadrut.
V letech 1959–1965 zastával post starosty Jeruzaléma, respektive Západního Jeruzaléma (Východní Jeruzalém včetně Starého města byl tehdy ještě pod správou Jordánska). Zemřel roku 1991 a je pochován na hřbitově Har ha-Menuchot.